# لوبنیک
لوبنیک (به چکی: Lubník) یک منطقهٔ مسکونی در جمهوری چک است که در ناحیه اوستی ناد اورلیتسی واقع شده‌است. لوبنیک ۵٫۰۸ کیلومتر مربع مساحت و ۳۳۵ نفر جمعیت دارد و ۳۷۳ متر بالاتر از سطح دریا واقع شده‌است.